# Seleukos III Keraunos
Seleukos III Keraunos lub Soter (zm. ok. 223 p.n.e.) – władca hellenistyczny władający państwem Seleukidów w latach 225-223 p.n.e.; najstarszy syn Seleukosa II Kallinikosa i Laodiki (II). Krótkie panowanie Seleukosa III upłynęło pod znakiem zmagań z Attalidami z Pergamonu.

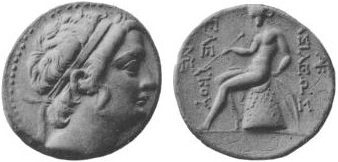
Moneta Seleukosa III Keraunosa

Po śmierci ojca Keraunos, aby skutecznie zacząć naprawę swego państwa, mianował współrządcą swego młodszego brata Antiocha (późniejszego Antiocha III Wielkiego), któremu powierzył wschodnią część państwa, a sam skoncentrował się na ofensywie przeciw Attalosowi I z Pergamonu. Główne dowództwo powierzył swemu wodzowi Andromachosowi, który jednak poniósł klęskę i dostał się do niewoli. W tej sytuacji Seleukos III sam postanowił kontynuować wojnę i ruszył na wyprawę w głąb Azji Mniejszej, podczas której zginął we Frygii zamordowany przez skrytobójców. Jego następcą został brat Antioch. Jego pierwszy przydomek, Soter, oznacza zbawcę, Keraunos zaś tłumaczy się jako piorun.